# 東萊克鎮區 (北卡羅萊納州戴爾縣)
東萊克鎮區（英語：East Lake Township）是位於美國北卡羅萊納州戴爾縣的一個鎮區。

## 地方資料
東萊克鎮區的面積為344.61平方千米，皆為陸地。根據2020年美國人口普查的數據，當地共有人口124人，而人口密度為每平方千米0.36人。